# Most Likeable Player der Basketball-Bundesliga
Der Basketball-Bundesliga Most Likeable Player Award, seit der Saison 2010/11 zu Ehren des ehemaligen deutschen Nationalspielers Pascal Roller in Pascal Roller Award umbenannt, ist eine Auszeichnung der Basketball-Bundesliga (BBL) für den beliebtesten Spieler der Saison. Der Gewinner des Awards wird nach Ende der Saison durch eine Abstimmung der Fans auf der Homepage der Basketball-Bundesliga ermittelt. Seit der Umbenennung in Pascal Roller Award wird der Preis auch persönlich von Pascal Roller übergeben.
Aktueller Preisträger ist Thomas Klepeisz von ratiopharm ulm. Am häufigsten wurde bislang Per Günther ausgezeichnet. Er gewann die Auszeichnung fünf Jahre in Folge.

## Tabellarische Chronik

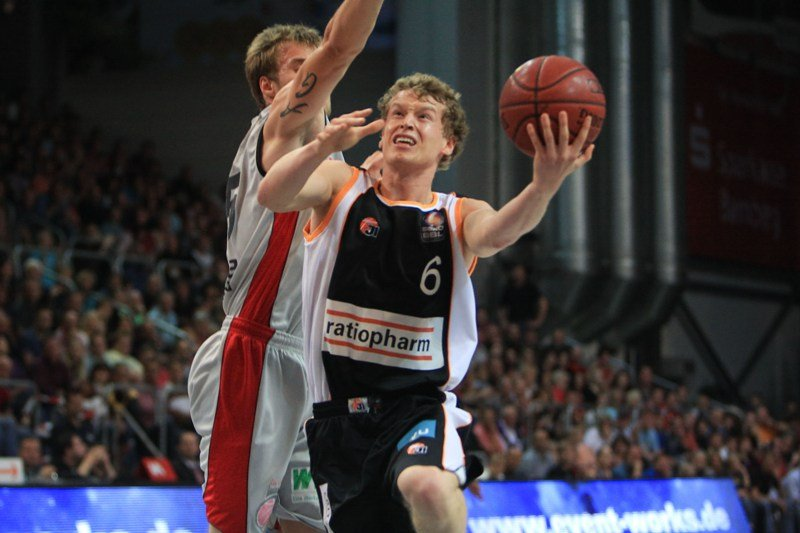
Per Günther (rechts), Gewinner des Pascal Roller Awards 2012 bis 2016

| Saison                     | Spieler                                                  | Nat.                                                     | Verein                                                   |
| -------------------------- | -------------------------------------------------------- | -------------------------------------------------------- | -------------------------------------------------------- |
| Most Likeable Player Award |                                                          |                                                          |                                                          |
| 2005/06                    | Matej Mamić                                              | Kroatien                                                 | Alba Berlin                                              |
| 2006/07                    | Darius Hall                                              | Vereinigte Staaten                                       | Artland Dragons                                          |
| 2007/08                    | John Bowler                                              | Vereinigte Staaten                                       | Telekom Baskets Bonn                                     |
| 2008/09                    | Rickey Paulding                                          | Vereinigte Staaten                                       | EWE Baskets Oldenburg                                    |
| 2009/10                    | Pascal Roller                                            | Deutschland                                              | Skyliners Frankfurt                                      |
| Pascal Roller Award        |                                                          |                                                          |                                                          |
| 2010/11                    | Kyle Hines                                               | Vereinigte Staaten                                       | Brose Baskets                                            |
| 2011/12                    | Per Günther                                              | Deutschland                                              | ratiopharm ulm                                           |
| 2012/13                    | Per Günther (2)                                          | Deutschland                                              | ratiopharm ulm                                           |
| 2013/14                    | Per Günther (3)                                          | Deutschland                                              | ratiopharm ulm                                           |
| 2014/15                    | Per Günther (4)                                          | Deutschland                                              | ratiopharm ulm                                           |
| 2015/16                    | Per Günther (5)                                          | Deutschland                                              | ratiopharm ulm                                           |
| 2016/17                    | Rickey Paulding (2)                                      | Vereinigte Staaten                                       | EWE Baskets Oldenburg                                    |
| 2017/18                    | Rickey Paulding (3)                                      | Vereinigte Staaten                                       | EWE Baskets Oldenburg                                    |
| 2018/19                    | Rašid Mahalbašić                                         | Osterreich                                               | EWE Baskets Oldenburg                                    |
| 2019/20                    | wegen coronabedingter Saisonunterbrechung nicht vergeben | wegen coronabedingter Saisonunterbrechung nicht vergeben | wegen coronabedingter Saisonunterbrechung nicht vergeben |
| 2020/21                    | Paul Zipser                                              | Deutschland                                              | FC Bayern München                                        |
| 2021/22                    | Rickey Paulding (4)                                      | Vereinigte Staaten                                       | EWE Baskets Oldenburg                                    |
| 2022/23                    | Thomas Klepeisz                                          | Osterreich                                               | ratiopharm ulm                                           |